# Vương hoàng hậu (Lương Kính Đế)
Vương hoàng hậu (chữ Hán: 王皇后), không rõ tên thật, là hoàng hậu của Lương Kính Đế (梁敬帝) Tiêu Phương Trí (萧方智) trong lịch sử Trung Quốc.

## Tiểu sử
Không rõ ngày sinh của Vương hoàng hậu. Phụ thân bà là Vương Thiêm (王僉), đại thần dưới triều Lương Nguyên Đế, thuộc thế tộc Lang Tà Vương thị có nhiều đại thần cao cấp thời Nam Bắc triều.
Năm 552, sau khi Tiêu Dịch đánh bại Hầu Cảnh và đoạt lấy hoàng vị, tức Nguyên Đế, ông ta đã sách phong cho Tiêu Phương Trí là Tấn An vương, và ban hôn cho Tiêu Phương Trí và Vương thị. Vương thị trở thành Tấn An vương phi. Năm 553, Tiêu Phương Trí được thụ hàm tướng và trở thành thứ sử của Giang Châu (江州, nay thuộc Giang Tây), song khi đó ông mới chín tuổi.
Mùa thu năm 555, tướng Trần Bá Tiên đã đưa Tiêu Phương Trí lên ngôi, tức Kính Đế. Kính Đế tôn mẫu thân Hạ quý phi làm hoàng thái hậu và phong Vương vương phi làm hoàng hậu. Tuy nhiên, quyền lực thực tế nằm trong tay Trần Bá Tiên.
Vào mùa hè năm 557, Trần Bá Tiên buộc Kính Đế phải tấn phong mình làm Trần công. Vào mùa đông năm 557, Trần Bá Tiên buộc Kính Đế tái phong mình làm Trần vương. Chỉ ba ngày sau đó, Trần Bá Tiên đã buộc Kính Đế phải thiện nhượng cho mình, lập ra triều đại Trần, trở thành Trần Vũ Đế.
Trần Vũ Đế phong cho Tiêu Phương Trí làm Giang Âm vương. Vương hoàng hậu giáng xuống làm Giang Âm vương phi. Tuy nhiên, vào hè năm 558, Trần Vũ Đế đã phái sát thủ đi giết chết cựu hoàng đế. Từ đó không còn ghi chép lịch sử nào về Vương hoàng hậu.